# Корисні копалини Бельгії
Корисні копалини Бельгії
Бельгія порівняно небагата мінеральними ресурсами.
Помітне місце займають поклади кам'яного вугілля та долинами річок Маас та Самбр. Виділяються два вугільних басейни — Південний (Льєзький) та Кампінський. Частка коксівного вугілля мала. В Арденнах є невеликі родовища залізняку та поліметалічних руд (свинець, цинк, мідь), стибію та інші.
Вугілля. Станом на початок XXI ст. загальні запаси вугілля (млнт) — 2115, підтверджені — 715.
Залізні руди. Загальні запаси залізних руд (млнт) — 40, підтверджені — 8. Родовища в межах Лотаринзького залізорудного басейну.
Барит. Загальні запаси бариту (тис.т) — 2000, підтверджені — 1000; вміст BaSO4 в рудах 96 % (всі дані станом на 1999).
Мінеральні джерела відомі в районах Арденн та середньої Бельгії.
У вугленосному бас. Провінції Ено свердловиною в інтервалі 2400—2600 м відкрито горизонт термальних сульфатно-кальцієвих вод.
Термальні залізисті води відкриті свердловиною 2200 м в г. Турне.
Будівельні матеріали Країна має запаси буд. каменю (граніт, пісковик, мармур та інші).